# II liga polska w piłce siatkowej mężczyzn (2015/2016)
II liga polska w piłce siatkowej mężczyzn 2015/2016 – 26. edycja ligowych rozgrywek siatkarskich trzeciego szczebla, organizowanych przez Polski Związek Piłki Siatkowej pod nazwą II liga.

## System rozgrywek
1. Etap I (dwurundowa faza zasadnicza) – przeprowadzona została w formule ligowej, systemem kołowym (tj. "każdy z każdym – mecz i rewanż"), rozpoczęła się jesienią 2014 roku meczami 1 kolejki, a zakończona została w marcu 2015 roku. Miała na celu wyłonienie dwóch grup: walczącej o awans do I ligi i walczącej o utrzymanie się w II lidze polskiej.
2. Etap II (podział na dwie grupy) – 4/5 najlepszych zespołów w każdej grupie walczyło w grupie mistrzowskiej oraz w grupie o utrzymanie w lidze z odpowiednimi punktami za zajęte miejsca w poprzedniej rundzie (1. miejsce – 9 pkt., 2. – 6 pkt., 3. – 3 pkt., 4. – 1 pkt., 5. – 0 pkt.). Dwie najlepsze drużyny przeszły do turnieju półfinałowego, a najgorsza z grupy spadkowej spadła z II ligi.
3. Etap III (turniej półfinałowy) – Turnieje półfinałowe z udziałem 12 najlepszych drużyn podzielone zostały na 3 grupy; w pierwszej zmierzyły się zespoły z grup 1 i 2, w drugiej – 3 i 4, w trzeciej 5 i 6. Do turnieju finałowego awansowały po dwie najlepsze drużyny z każdej grupy.
4. Etap IV (turniej finałowy) – 6 drużyn podzielonych jest na 2 grupy, do finałów awansują dwie najlepsze, gdzie rywalizują ze sobą metodą krzyżową. Zwycięzcy finałów awansują bezpośrednio do I ligi.

## Drużyny uczestniczące

### Grupa 1
| | Uczestnicy poprzedniej edycji        |    |
| --- | ------------------------------------ | -- |
| POZ | AZS UAM Poznań                       | 3  |
| WIL | LUKS Wilki Wilczyn                   | 3  |
| CHE | KS Chełmża                           | 5  |
| STO | GKS Stoczniowiec Gdańsk              | 7  |
| KOŁ | UKS OPP Powiat Kołobrzeski Kołobrzeg | 8  |
| ŚWI | LO MS Świnoujście                    | 10 |
| | Awans z III ligi                     |    |
| GRU | KS Stal Grudziądz                    |    |
| SZC | Espadon Szczecin II                  |    |
| NKŁ | Womix NTS Trójka Nakło               |    |
| Oznaczenia: - kolumna pierwsza – skróty nazw drużyn wpisane na mapie (jeśli ta została zamieszczona), - kolumna trzecia – miejsce zajęte przez daną drużynę w poprzednim sezonie. |                                      |    |

### Grupa 2
| | Uczestnicy poprzedniej edycji |   |
| --- | ----------------------------- | - |
| WRO | Gwardia Wrocław               | 1 |
| BIE | KS Bielawianka Bester Bielawa | 2 |
| MIĘ | GBS Bank KS Orzeł Międzyrzecz | 2 |
| NS | MKST Astra Nowa Sól           | 3 |
| ZG | KU AZS UZ Zielona Góra        | 4 |
| SUL | STS Olimpia Sulęcin           | 4 |
| OŁA | MKS Olavia Oława              | 5 |
| GŁO | SPS Chrobry Głogów            | 7 |
| ŻAG | WKS Sobieski Żagań            | 8 |
| | Awans z III ligi              |   |
| GUB | MKS Volley Gubin              |   |
| Oznaczenia: - kolumna pierwsza – skróty nazw drużyn wpisane na mapie (jeśli ta została zamieszczona), - kolumna trzecia – miejsce zajęte przez daną drużynę w poprzednim sezonie. |                               |   |

### Grupa 3
| | Uczestnicy poprzedniej edycji    |    |
| --- | -------------------------------- | -- |
| KAL | MKS Kalisz                       | 1  |
| RZĄ | LKS Czarni Wirex Rząśnia         | 2  |
| TMA | Lechia Tomaszów Mazowiecki       | 4  |
| CZE | Exact Systems Norwid Częstochowa | 5  |
| ŁÓD | AZS UŁ Łódź                      | 7  |
| OZO | Bzura Ozorków                    | 8  |
| KLU | KKS Mickiewicz Kluczbork         | 9  |
| | Spadek z Krispol 1. Ligi         |    |
| RZE | Caro Rzeczyca                    | 13 |
| | Awans z III ligi                 |    |
| BOR | LKPS Borowno                     |    |
| DOB | LKS LUKS Dobroń                  |    |
| SPA | SMS PZPS Spała II                |    |
| SPA | SMS PZPS Spała III               |    |
| Oznaczenia: - kolumna pierwsza – skróty nazw drużyn wpisane na mapie (jeśli ta została zamieszczona), - kolumna trzecia – miejsce zajęte przez daną drużynę w poprzednim sezonie. |                                  |    |

### Grupa 4
| | Uczestnicy poprzedniej edycji        |   |
| --- | ------------------------------------ | - |
| WOŁ | Huragan Wołomin                      | 1 |
| AUG | UKS Centrum Augustów                 | 2 |
| MIE | KS MOSiR Huragan Międzyrzec Podlaski | 3 |
| OLS | AZS UWM Olsztyn II                   | 4 |
| UWW | Czołg AZS UW Warszawa                | 5 |
| WOL | UMKS MOS Wola WSM Warszawa           | 6 |
| LEG | MKS MDK Legia Warszawa               | 7 |
| HAJ | SKS Hajnówka                         | 8 |
| | Awans z III ligi                     |   |
| MET | KS Metro Warszawa                    |   |
| BAS | BAS Białystok                        |   |
| Oznaczenia: - kolumna pierwsza – skróty nazw drużyn wpisane na mapie (jeśli ta została zamieszczona), - kolumna trzecia – miejsce zajęte przez daną drużynę w poprzednim sezonie. |                                      |   |

### Grupa 5
| | Uczestnicy poprzedniej edycji                  |    |
| --- | ---------------------------------------------- | -- |
| RYB | TS Volley Rybnik                               | 2  |
| GŁU | Juvenia Głuchołazy                             | 3  |
| MJA | MCKiS Jaworzno                                 | 3  |
| TYC | TKS Tychy                                      | 4  |
| AND | MKS Andrychów                                  | 4  |
| OPO | AZS Politechnika Opolska Cementownia Odra S.A. | 5  |
| JAS | AT Jastrzębski Węgiel                          | 6  |
| RAD | SK JSW KOKS Radlin                             | 7  |
| SOS | MKS MOS Płomień Sosnowiec                      | 7  |
| CZD | MTS Winner Czechowice-Dziedzice                | 8  |
| RAC | KS AZS Rafako Racibórz                         | 9  |
| STO | UKS Strzelce Opolskie                          | 10 |
| Oznaczenia: - kolumna pierwsza – skróty nazw drużyn wpisane na mapie (jeśli ta została zamieszczona), - kolumna trzecia – miejsce zajęte przez daną drużynę w poprzednim sezonie. |                                                |    |

### Grupa 6
| | Uczestnicy poprzedniej edycji     |       |
| --- | --------------------------------- | ----- |
| SAN | TSV Mansard TransGaz Travel Sanok | 1     |
| BOC | Contimax MOSIR Bochnia            | 5     |
| ROP | Błękitni Ropczyce                 | 6     |
| KRO | AZS PWSZ Karpaty KHS Krosno       | 8     |
| STR | MKS Wisłok Strzyżów               | 9     |
| | Spadek z Krispol 1. Ligi          |       |
| ŚWI | ASPS Avia Świdnik                 | 14    |
| | Awans z III ligi                  |       |
| NIE | KS SMS Neobus Raf-Mar Niebylec    |       |
| LUB | LKPS Pszczółka Lublin             |       |
| RZE | AKS V LO Rzeszów                  |       |
| SĘD | PZL Sędziszów Małopolski          | [ e ] |
| Oznaczenia: - kolumna pierwsza – skróty nazw drużyn wpisane na mapie (jeśli ta została zamieszczona), - kolumna trzecia – miejsce zajęte przez daną drużynę w poprzednim sezonie. |                                   |       |

## Grupa 1
| Lp. | Drużyna                              |
| --- | ------------------------------------ |
| 1   | LUKS Wilki Wilczyn                   |
| 2   | Stal Grudziądz                       |
| 3   | Espadon Szczecin                     |
| 4   | KS Chełmża                           |
| 5   | AZS UAM Poznań                       |
| 6   | UKS OPP Powiat Kołobrzeski Kołobrzeg |
| 7   | GKS Stoczniowiec Gdańsk              |
| 8   | Womix NTS Trójka Nakło               |
| 9   | LO MS Świnoujście                    |

     awans do turnieju półfinałowego
     spadek do III ligi

## Grupa 2
| Lp. | Drużyna                              |
| --- | ------------------------------------ |
| 1   | KS Bielawianka Bester Bielawa        |
| 2   | MKST Astra Nowa Sól                  |
| 3   | KU AZS Uniwersytetu Zielonogórskiego |
| 4   | GBS Bank KS Orzeł Międzyrzecz        |
| 5   | MKS Olavia Oława                     |
| 6   | WKS Sobieski Żagań                   |
| 7   | STS Olimpia Sulęcin                  |
| 8   | Gwardia Wrocław                      |
| 9   | SPS Chrobry Głogów                   |
| 10  | MKS Volley Gubin                     |

     awans do turnieju półfinałowego
     spadek do III ligi

## Grupa 3
| Lp. | Drużyna                          |
| --- | -------------------------------- |
| 1   | LKS Czarni Wirex Rząśnia         |
| 2   | Exact Systems Norwid Częstochowa |
| 3   | Lechia Tomaszów Mazowiecki       |
| 4   | UKS Mickiewicz Kluczbork         |
| 5   | Caro Rzeczyca                    |
| 6   | MKS Kalisz                       |
| 7   | AZS UŁ Łódź                      |
| 8   | LKPS Borowno                     |
| 9   | Bzura Ozorków                    |
| 10  | LUKS Dobroń                      |
| 11  | SMS PZPS Spała II                |
| 12  | SMS PZPS Spała III               |

     awans do turnieju półfinałowego
     spadek do III ligi

## Grupa 4
| Lp. | Drużyna                              |
| --- | ------------------------------------ |
| 1   | SKS Hajnówka                         |
| 2   | KS MOSiR Huragan Międzyrzec Podlaski |
| 3   | Metro Warszawa                       |
| 4   | BAS Białystok                        |
| 5   | MKS MDK Legia Warszawa               |
| 6   | UMKS MOS Wola WSM Warszawa           |
| 7   | Czołg AZS Uniwersytet Warszawski     |
| 8   | UKS Centrum Augustów                 |
| 9   | AZS UWM II Olsztyn                   |
| 10  | Huragan Wołomin                      |

     awans do turnieju półfinałowego
     spadek do III ligi

## Grupa 5
| Lp. | Drużyna                                        |
| --- | ---------------------------------------------- |
| 1   | MCKiS Jaworzno                                 |
| 2   | MKS Andrychów                                  |
| 3   | TS Volley Rybnik                               |
| 4   | TKS Tychy                                      |
| 5   | KS AZS Rafako Racibórz                         |
| 6   | AT Jastrzębski Węgiel                          |
| 7   | MKS MTS Winner Czechowice-Dziedzice            |
| 8   | AZS Politechnika Opolska Cementownia ODRA S.A. |
| 9   | SK JSW KOKS Radlin                             |
| 10  | MKS MOS Płomień Sosnowiec                      |
| 11  | UKS Strzelce Opolskie                          |
| 12  | Juvenia Głuchołazy                             |

     awans do turnieju półfinałowego
     spadek do III ligi

## Grupa 6
| Lp. | Drużyna                           |
| --- | --------------------------------- |
| 1   | TSV Mansard TransGaz Travel Sanok |
| 2   | KS SMS Neobus Raf-Mar Niebylec    |
| 3   | Contimax MOSiR Bochnia            |
| 4   | Błękitni Ropczyce                 |
| 5   | AZS PWSZ Karpaty KHS Krosno       |
| 6   | LKPS Pszczółka Lublin             |
| 7   | AKS V LO Rzeszów                  |
| 8   | ASPS Avia Świdnik                 |
| 9   | PZL Sędziszów                     |
| 10  | Wisłok Strzyżów                   |

     awans do turnieju półfinałowego
     spadek do III ligi

## Turnieje półfinałowe

### Grupa 1 (Grudziądz)
Tabela
| Lp. | Drużyna                       | Pkt | Mecze | Mecze | Mecze | Rodzaj wyniku | Rodzaj wyniku | Rodzaj wyniku | Rodzaj wyniku | Rodzaj wyniku | Rodzaj wyniku | Sety | Sety | Sety  | Małe punkty | Małe punkty | Małe punkty |
| Lp. | Drużyna                       | Pkt | M     | W     | P     | 3:0           | 3:1           | 3:2           | 2:3           | 1:3           | 0:3           | wyg. | prz. | stos. | zdob.       | str.        | stos.       |
| --- | ----------------------------- | --- | ----- | ----- | ----- | ------------- | ------------- | ------------- | ------------- | ------------- | ------------- | ---- | ---- | ----- | ----------- | ----------- | ----------- |
| 1   | KS Bielawianka Bester Bielawa | 6   | 3     | 3     | 0     | 1             | 1             | 1             | 0             | 0             | 0             | 9    | 3    | 3     | 269         | 244         | 1.1         |
| 2   | MKST Astra Nowa Sól           | 5   | 3     | 2     | 1     | 1             | 1             | 0             | 1             | 0             | 0             | 8    | 4    | 2     | 258         | 245         | 1.05        |
| 3   | Stal Grudziądz                | 4   | 3     | 1     | 2     | 1             | 0             | 0             | 0             | 1             | 1             | 4    | 6    | 0.67  | 214         | 223         | 0.96        |
| 4   | LUKS Wilki Wilczyn            | 3   | 3     | 0     | 3     | 0             | 0             | 0             | 0             | 1             | 2             | 1    | 9    | 0.11  | 211         | 240         | 0.88        |

Źródło: wyniki.siatka.org
Punktacja: zwycięstwo – 2 pkt., porażka – 1 pkt.
Zasady ustalania kolejności: 1. liczba punktów; 2. stosunek setów; 3. stosunek małych punktów; 4. bilans w bezpośrednich meczach
 Wyniki 
| Data       | Drużyna 1           | Wynik | Drużyna 2           | Sety                             |
| ---------- | ------------------- | ----- | ------------------- | -------------------------------- |
| 22.04.2016 | Wilki Wilczyn       | 0:3   | Astra Nowa Sól      | 17:25, 22:25, 22:25              |
| 22.04.2016 | Stal Grudziądz      | 0:3   | Bielawianka Bielawa | 23:25, 16:25, 20:25              |
|            |                     |       |                     |                                  |
| 23.04.2016 | Astra Nowa Sól      | 2:3   | Bielawianka Bielawa | 25:19, 25:20, 21:25, 14:25, 8:15 |
| 23.04.2016 | Wilki Wilczyn       | 0:3   | Stal Grudziądz      | 20:25, 18:25, 20:25              |
|            |                     |       |                     |                                  |
| 24.04.2016 | Stal Grudziądz      | 1:3   | Astra Nowa Sól      | 16:25, 25:15, 20:25, 19:25       |
| 24.04.2016 | Bielawianka Bielawa | 3:1   | Wilki Wilczyn       | 26:24, 25:21, 14:25, 25:22       |

### Grupa 2 (Częstochowa)
Tabela
| Lp. | Drużyna                              | Pkt | Mecze | Mecze | Mecze | Rodzaj wyniku | Rodzaj wyniku | Rodzaj wyniku | Rodzaj wyniku | Rodzaj wyniku | Rodzaj wyniku | Sety | Sety | Sety  | Małe punkty | Małe punkty | Małe punkty |
| Lp. | Drużyna                              | Pkt | M     | W     | P     | 3:0           | 3:1           | 3:2           | 2:3           | 1:3           | 0:3           | wyg. | prz. | stos. | zdob.       | str.        | stos.       |
| --- | ------------------------------------ | --- | ----- | ----- | ----- | ------------- | ------------- | ------------- | ------------- | ------------- | ------------- | ---- | ---- | ----- | ----------- | ----------- | ----------- |
| 1   | LKS Czarni Wirex Rząśnia             | 6   | 3     | 3     | 0     | 0             | 2             | 1             | 0             | 0             | 0             | 9    | 4    | 2.25  | 296         | 260         | 1.14        |
| 2   | SKS Hajnówka                         | 5   | 3     | 2     | 1     | 1             | 0             | 1             | 0             | 1             | 0             | 7    | 5    | 1.4   | 270         | 259         | 1.04        |
| 3   | Exact Systems Norwid Częstochowa     | 4   | 3     | 1     | 2     | 1             | 0             | 0             | 2             | 0             | 0             | 7    | 6    | 1.17  | 276         | 265         | 1.04        |
| 4   | KS MOSiR Huragan Międzyrzec Podlaski | 3   | 3     | 0     | 3     | 0             | 0             | 0             | 0             | 1             | 2             | 1    | 9    | 0.11  | 186         | 244         | 0.76        |

Źródło: wyniki.siatka.org
Punktacja: zwycięstwo – 2 pkt., porażka – 1 pkt.
Zasady ustalania kolejności: 1. liczba punktów; 2. stosunek setów; 3. stosunek małych punktów; 4. bilans w bezpośrednich meczach
 Wyniki 
| Data       | Drużyna 1                   | Wynik | Drużyna 2                   | Sety                              |
| ---------- | --------------------------- | ----- | --------------------------- | --------------------------------- |
| 22.04.2016 | Czarni Rząśnia              | 3:1   | Huragan Międzyrzec Podlaski | 25:16, 19:25, 25:15, 25:17        |
| 22.04.2016 | Norwid Częstochowa          | 2:3   | SKS Hajnówka                | 20:25, 25:19, 25:22, 23:25, 10:15 |
|            |                             |       |                             |                                   |
| 23.04.2016 | Huragan Międzyrzec Podlaski | 0:3   | SKS Hajnówka                | 22:25, 17:25, 18:25               |
| 23.04.2016 | Czarni Rząśnia              | 3:2   | Norwid Częstochowa          | 18:25, 25:16, 20:25, 25:19, 15:13 |
|            |                             |       |                             |                                   |
| 24.04.2016 | Norwid Częstochowa          | 3:0   | Huragan Międzyrzec Podlaski | 25:20, 25:16, 25:20               |
| 24.04.2016 | SKS Hajnówka                | 1:3   | Czarni Rząśnia              | 19:25, 21:25, 25:23, 24:26        |

### Grupa 3 (Jaworzno)
Tabela
| Lp. | Drużyna           | Pkt | Mecze | Mecze | Mecze | Rodzaj wyniku | Rodzaj wyniku | Rodzaj wyniku | Rodzaj wyniku | Rodzaj wyniku | Rodzaj wyniku | Sety | Sety | Sety  | Małe punkty | Małe punkty | Małe punkty |
| Lp. | Drużyna           | Pkt | M     | W     | P     | 3:0           | 3:1           | 3:2           | 2:3           | 1:3           | 0:3           | wyg. | prz. | stos. | zdob.       | str.        | stos.       |
| --- | ----------------- | --- | ----- | ----- | ----- | ------------- | ------------- | ------------- | ------------- | ------------- | ------------- | ---- | ---- | ----- | ----------- | ----------- | ----------- |
| 1   | TSV Mansard Sanok | 6   | 3     | 3     | 0     | 1             | 2             | 0             | 0             | 0             | 0             | 9    | 2    | 4.5   | 275         | 227         | 1.21        |
| 2   | Neobus Niebylec   | 5   | 3     | 2     | 1     | 0             | 2             | 0             | 0             | 0             | 1             | 6    | 5    | 1.2   | 257         | 265         | 0.97        |
| 3   | MCKiS Jaworzno    | 4   | 3     | 1     | 2     | 1             | 0             | 0             | 0             | 2             | 0             | 5    | 6    | 0.83  | 247         | 237         | 1.04        |
| 4   | MKS Andrychów     | 3   | 3     | 0     | 3     | 0             | 0             | 0             | 0             | 2             | 1             | 2    | 9    | 0.22  | 218         | 268         | 0.81        |

Źródło: wyniki.siatka.org
Punktacja: zwycięstwo – 2 pkt., porażka – 1 pkt.
Zasady ustalania kolejności: 1. liczba punktów; 2. stosunek setów; 3. stosunek małych punktów; 4. bilans w bezpośrednich meczach
 Wyniki 
| Data       | Drużyna 1       | Wynik | Drużyna 2       | Sety                       |
| ---------- | --------------- | ----- | --------------- | -------------------------- |
| 22.04.2016 | MCKiS Jaworzno  | 1:3   | Neobus Niebylec | 25:15, 19:25, 27:29, 24:26 |
| 22.04.2016 | MKS Andrychów   | 1:3   | TSV Sanok       | 25:27, 25:20, 15:25, 19:25 |
|            |                 |       |                 |                            |
| 23.04.2016 | Neobus Niebylec | 0:3   | TSV Sanok       | 17:25, 18:25, 31:33        |
| 23.04.2016 | MCKiS Jaworzno  | 3:0   | MKS Andrychów   | 25:21, 25:13, 25:13        |
|            |                 |       |                 |                            |
| 24.04.2016 | MKS Andrychów   | 1:3   | Neobus Niebylec | 20:25, 22:25, 25:21, 20:25 |
| 24.04.2016 | TSV Sanok       | 3:1   | MCKiS Jaworzno  | 25:18, 25:19, 20:25, 25:15 |

## Turniej finałowy (Sanok)

### Podgrupa A
Tabela 
| Lp. | Drużyna                  | Pkt | Mecze | Mecze | Mecze | Rodzaj wyniku | Rodzaj wyniku | Rodzaj wyniku | Rodzaj wyniku | Rodzaj wyniku | Rodzaj wyniku | Sety | Sety | Sety  | Małe punkty | Małe punkty | Małe punkty |
| Lp. | Drużyna                  | Pkt | M     | W     | P     | 3:0           | 3:1           | 3:2           | 2:3           | 1:3           | 0:3           | wyg. | prz. | stos. | zdob.       | str.        | stos.       |
| --- | ------------------------ | --- | ----- | ----- | ----- | ------------- | ------------- | ------------- | ------------- | ------------- | ------------- | ---- | ---- | ----- | ----------- | ----------- | ----------- |
| 1   | TSV Mansard Sanok        | 4   | 2     | 2     | 0     | 2             | 0             | 0             | 0             | 0             | 0             | 6    | 0    | MAX   | 153         | 124         | 1.23        |
| 2   | LKS Czarni Wirex Rząśnia | 3   | 2     | 1     | 1     | 0             | 1             | 0             | 0             | 0             | 1             | 3    | 4    | 0.75  | 161         | 165         | 0.98        |
| 3   | Neobus Niebylec          | 2   | 2     | 0     | 2     | 0             | 0             | 0             | 0             | 1             | 1             | 1    | 6    | 0.17  | 156         | 181         | 0.86        |

Źródło: wyniki.siatka.org
Punktacja: zwycięstwo – 2 pkt., porażka – 1 pkt.
Zasady ustalania kolejności: 1. liczba punktów; 2. stosunek setów; 3. stosunek małych punktów; 4. bilans w bezpośrednich meczach
 Terminarz i wyniki 
| Data       | Drużyna 1       | Wynik | Drużyna 2       | Sety                       |
| ---------- | --------------- | ----- | --------------- | -------------------------- |
| 05.05.2016 | Neobus Niebylec | 0:3   | TSV Sanok       | 19:25, 26:28, 21:25        |
| 06.05.2016 | Czarni Rząśnia  | 3:1   | Neobus Niebylec | 28:30, 25:23, 25:14, 25:23 |
| 07.05.2016 | TSV Sanok       | 3:0   | Czarni Rząśnia  | 25:21, 25:16, 25:21        |

### Podgrupa B
Tabela 
| Lp. | Drużyna                       | Pkt | Mecze | Mecze | Mecze | Rodzaj wyniku | Rodzaj wyniku | Rodzaj wyniku | Rodzaj wyniku | Rodzaj wyniku | Rodzaj wyniku | Sety | Sety | Sety  | Małe punkty | Małe punkty | Małe punkty |
| Lp. | Drużyna                       | Pkt | M     | W     | P     | 3:0           | 3:1           | 3:2           | 2:3           | 1:3           | 0:3           | wyg. | prz. | stos. | zdob.       | str.        | stos.       |
| --- | ----------------------------- | --- | ----- | ----- | ----- | ------------- | ------------- | ------------- | ------------- | ------------- | ------------- | ---- | ---- | ----- | ----------- | ----------- | ----------- |
| 1   | SKS Hajnówka                  | 4   | 2     | 2     | 0     | 2             | 0             | 0             | 0             | 0             | 0             | 6    | 0    | MAX   | 150         | 108         | 1.39        |
| 2   | KS Bielawianka Bester Bielawa | 3   | 2     | 1     | 1     | 0             | 0             | 1             | 0             | 0             | 1             | 3    | 5    | 0.6   | 165         | 183         | 0.9         |
| 3   | MKST Astra Nowa Sól           | 2   | 2     | 0     | 2     | 0             | 0             | 0             | 1             | 0             | 1             | 2    | 6    | 0.33  | 158         | 182         | 0.87        |

Źródło: wyniki.siatka.org
Punktacja: zwycięstwo – 2 pkt., porażka – 1 pkt.
Zasady ustalania kolejności: 1. liczba punktów; 2. stosunek setów; 3. stosunek małych punktów; 4. bilans w bezpośrednich meczach
 Terminarz i wyniki 
| Data       | Drużyna 1           | Wynik | Drużyna 2           | Sety                              |
| ---------- | ------------------- | ----- | ------------------- | --------------------------------- |
| 05.04.2016 | Astra Nowa Sól      | 0:3   | SKS Hajnówka        | 18:25, 15:25, 17:25               |
| 06.05.2016 | Bielawianka Bielawa | 3:2   | Astra Nowa Sól      | 25:20, 16:25, 26:28, 25:22, 15:13 |
| 07.05.2016 | SKS Hajnówka        | 3:0   | Bielawianka Bielawa | 25:23, 25:21, 25:15               |

### Finały
| Data       | Drużyna 1    | Wynik | Drużyna 2           | Sety                       |
| ---------- | ------------ | ----- | ------------------- | -------------------------- |
| 08.05.2016 | TSV Sanok    | 3:1   | Bielawianka Bielawa | 25:17, 23:25, 25:20, 25:19 |
|            |              |       |                     |                            |
| 08.05.2016 | SKS Hajnówka | 3:1   | Czarni Rząśnia      | 25:21, 19:25, 25:23, 25:19 |

## Klasyfikacja końcowa o awans do I ligi[1]
| Lp. | Drużyna                       |
| --- | ----------------------------- |
| 1   | SKS Hajnówka                  |
| 1   | TSV Sanok                     |
| 3   | KS Bielawianka Bester Bielawa |
| 3   | LKS Czarni Wirex Rząśnia      |
| 5   | Neobus Niebylec               |
| 5   | MKST Astra Nowa Sól           |

     Awans do I ligi